# Навапат Вонгчароен
Навапат Вонгчароен (тај. นวภัทรวงษ์เจริญ, романизовано Navaphat Wongcharoen; Бангкок, 3. март 1997) тајландски је пливач чија специјалност су трке делфин стилом на 100 и 200 метара.

## Спортска каријера
Вонгчароен је дебитовао на међународној сцени као јуниор на светском јуниорском првенству у Сингапуру 2015. где се такмичио у све три појединачне трке делфин стилом. Годину дана касније почео је да се такмичи и у конкуренцији сениора, а прво значајније сениорско такмичење на ком је учестовао било је светско првенство у малим базенима које је одржано у канадском Виндзору у децембру 2016. године.
Дебитантски наступ на светским првенствима у великим базенима имао је у јужнокорејском Квангџуу 2019. где се такмичио у обе појединачне трке делфин стилом. У трци на 100 метара заузео је 43. место у конкуренцији 81 такмичара, док је трку на 200 делфин окончао на 33. месту.
У августу 2019. на светском купу у малим базенима у Сингапуру освајањем трећег места остварује најбољи резултат у дотадашњој спортској каријери.